# Yucca tenuistyla
Yucca tenuistyla là một loài thực vật có hoa trong họ Măng tây. Loài này được Trel. miêu tả khoa học đầu tiên năm 1902.

## Hình ảnh

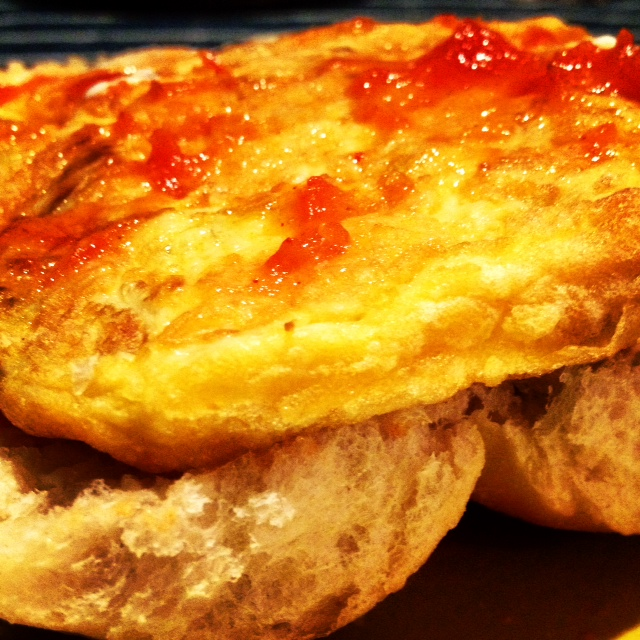
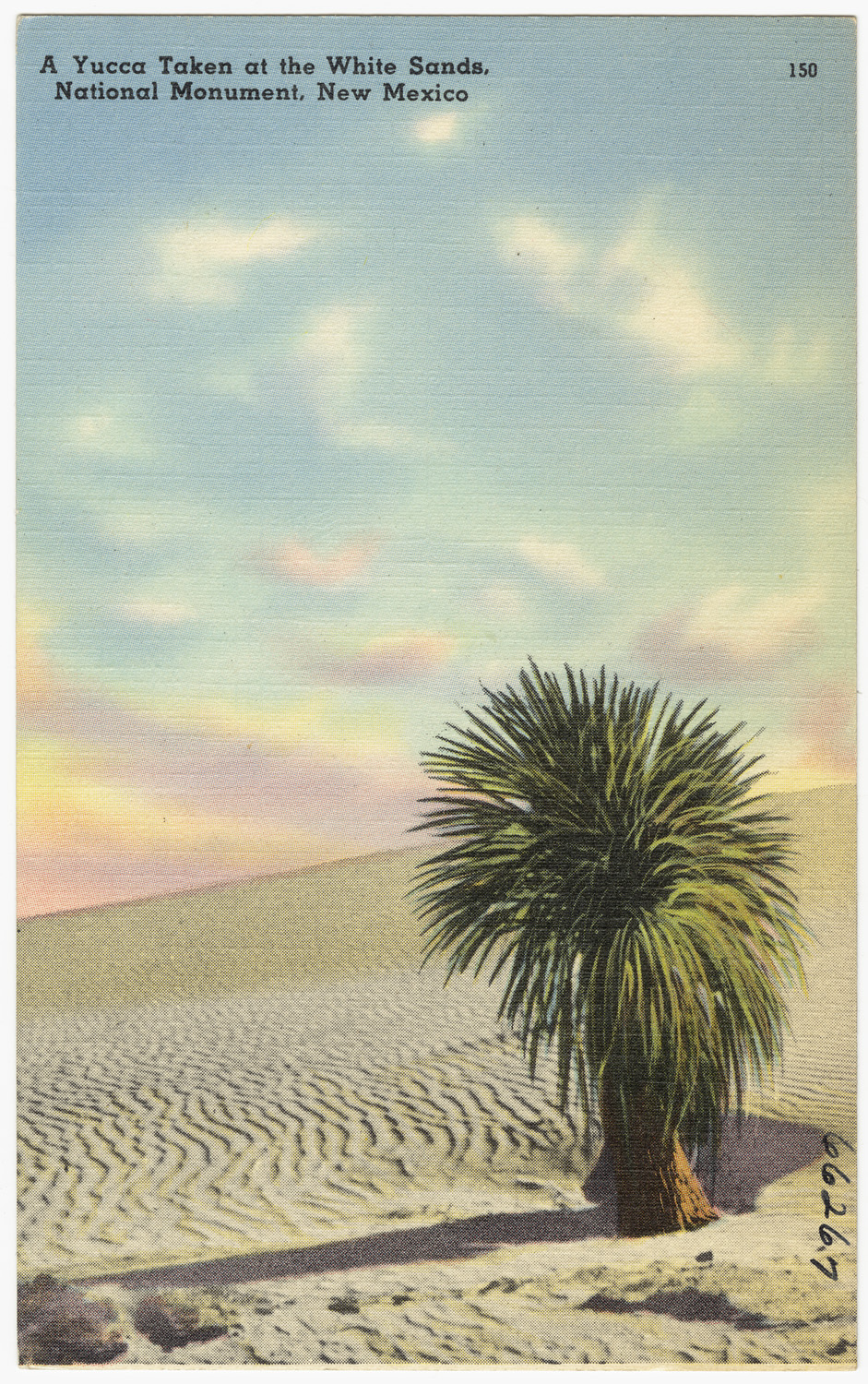
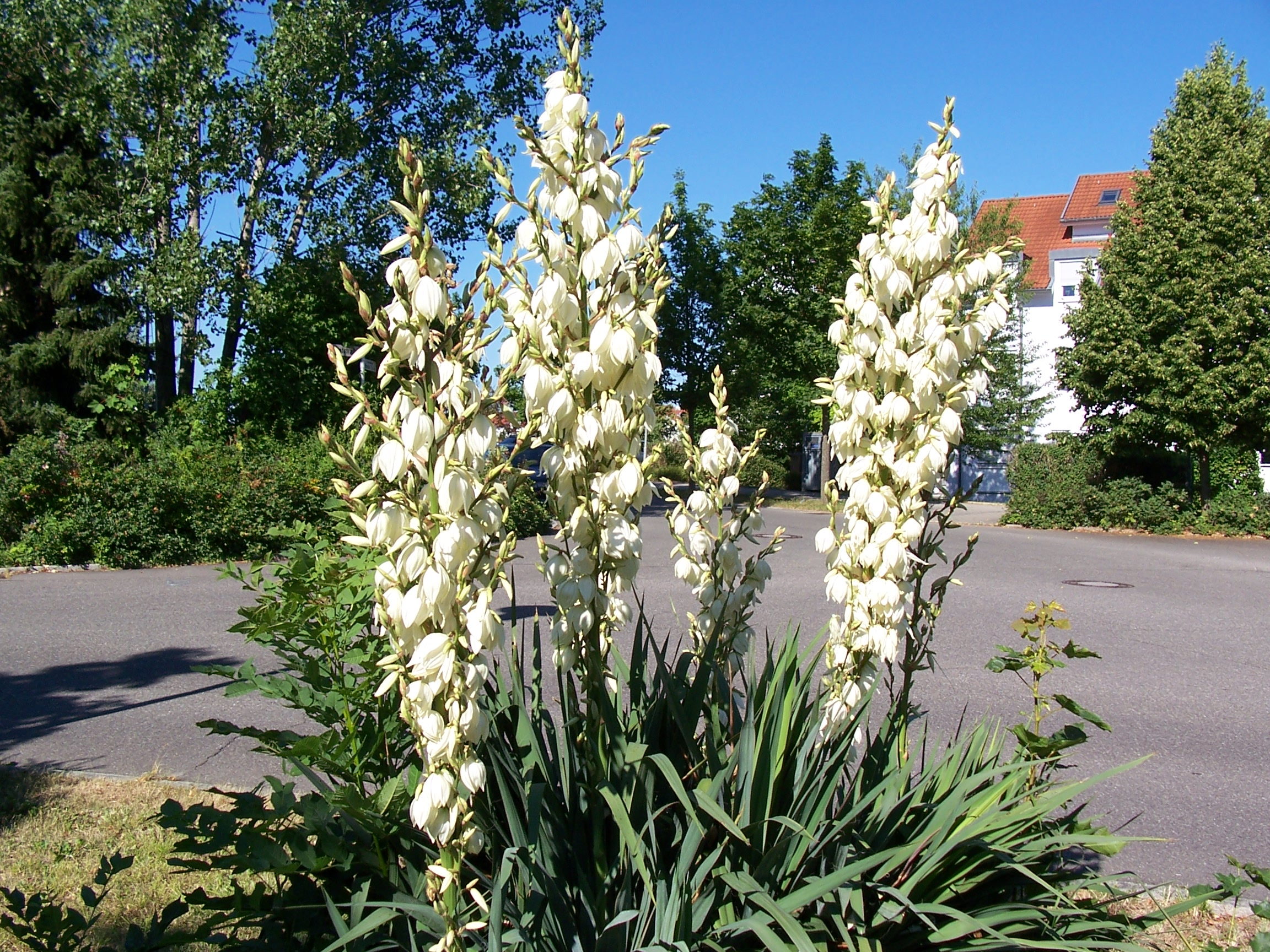
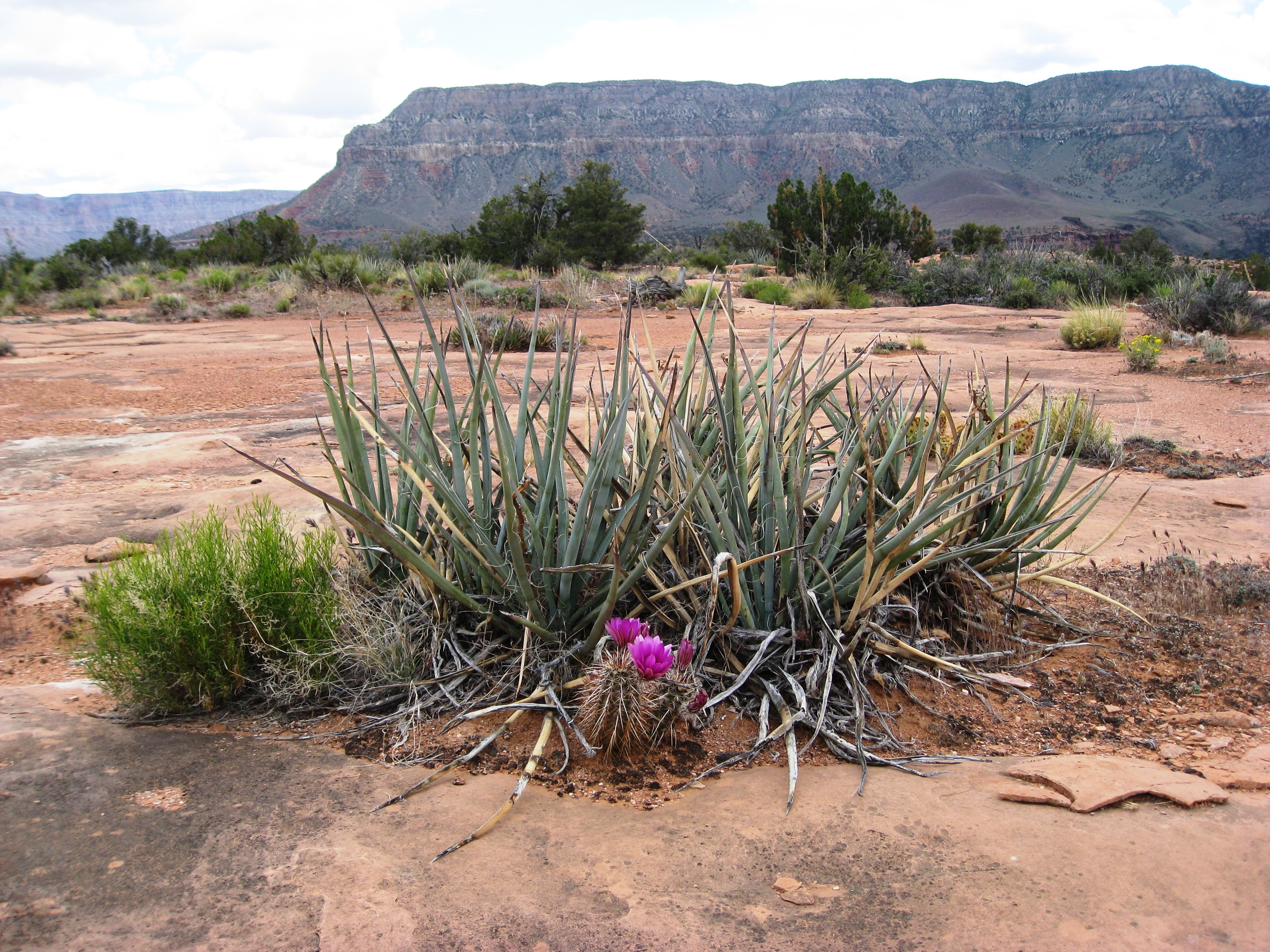